# Raciborsko (gromada)
Raciborsko (do 28 II 1956 Jankówka) – dawna gromada, czyli najmniejsza jednostka podziału terytorialnego Polskiej Rzeczypospolitej Ludowej w latach 1954–1972.
Gromady, z gromadzkimi radami narodowymi (GRN) jako organami władzy najniższego stopnia na wsi, funkcjonowały od reformy reorganizującej administrację wiejską przeprowadzonej jesienią 1954 do momentu ich zniesienia z dniem 1 stycznia 1973, tym samym wypierając organizację gminną w latach 1954–1972.
Gromadę Raciborsko z siedzibą GRN w Raciborsku utworzono 29 lutego 1956 roku w powiecie krakowskim w woj. krakowskim w związku z przeniesieniem siedziby GRN gromady Jankówka z Jankówki do Raciborska i przemianowaniem jednostki na gromada Raciborsko. Dla gromady ustalono 19 członków gromadzkiej rady narodowej.
Gromadę zniesiono 31 grudnia 1961, a jej obszar włączono do gromady Koźmice Wielkie.